# Jorge Daniel Carlos Cantó Illa
Jorge Daniel Carlos Cantó Illa (Ciudad de México, 22 de octubre de 1950) es un físico, catedrático, investigador y académico mexicano. Se ha especializado en flujos astrofísicos.

## Estudios y docencia
Realizó la licenciatura en la Escuela Superior de Física y Matemáticas (ESFM) del Instituto Politécnico Nacional (IPN), posteriormente obtuvo un doctorado en la Universidad de Mánchester.
A su regreso a México impartió clases en la Facultad de Ciencias de la Universidad Nacional Autónoma de México (UNAM). Ha sido profesor visitante en la Universidad Autónoma Metropolitana (UAM), en la Universidad Complutense de Madrid, en la Universidad de Barcelona y en el Instituto de Astrofísica de Andalucía.

## Investigador y académico
Desde 1979 es investigador del Instituto de Astronomía de la Universidad Nacional Autónoma de México. Se ha especializado en la dinámica de gases de flujos astrofísicos, destacando sus estudios sobre los objetos herbing-haro, los chorros estelares y discos de acrecentamiento en torno a las estrellas muy jóvenes. Ha sido pionero en el campo de la dinámica de gases astrofísicos, en el desarrollo de nuevos conceptos sobre la formación estelar. Por otra parte, ha incursionado en el campo de las explosiones volcánicas y las ondas de choque que estas producen; en el estudio de los plasmas generados por láser; y en el fenómeno de la sonoluminiscencia.
En colaboración con Luis Felipe Rodríguez organizó el Grupo de Formación Estelar. Es investigador nivel III del Sistema Nacional de Investigadores. Es miembro del Consejo Consultivo de Ciencias de la Presidencia de la República.

## Obras publicadas
Ha publicado más de 200 trabajos de investigación en revistas astronómicas nacionales e internacionales. Fue coeditor de la Revista Mexicana de Astronomía y Astrofísica. Su trabajo ha sido citado en múltiples ocasiones por la comunidad científica.

## Premios y distinciones
- Premio a la Investigación Científica por la Academia Mexicana de Ciencias en 1988.
- Presea “Lázaro Cárdenas” otorgada por el Instituto Politécnico Nacional en 1994.
- Premio a la Investigación Científica por la Sociedad Mexicana de Física en 1998.
- Premio Universidad Nacional en el área de Investigación de Ciencias Exactas por la Universidad Nacional Autónoma de México en 1998.
- Premio Nacional de Ciencias y Artes en el área de Ciencias Físico-Matemáticas y Naturales otorgado por la Secretaría de Educación Pública en 2003.
- Medalla “Marcos Moshinsky” por el Instituto de Física de la UNAM en 2008.[4]